# Roller Coaster (chanson de Chungha)
Pour les articles homonymes, voir Roller coaster.
Singles de Chungha
Why Don't You Know
(2017) Love U
(2018)
Roller Coaster est une chanson de la chanteuse sud-coréenne Chungha, servant de titre principal à son second EP Offset.

## Classements
| Classement (2017)            | Meilleures positions |
| ---------------------------- | -------------------- |
| Corée du Sud (Gaon)          | 6                    |
| Corée du Sud (K-pop Hot 100) | 6                    |

## Certifications
| Région              | Certification | Ventes    |
| ------------------- | ------------- | --------- |
| Corée du Sud (Gaon) | Platine,      | 2 500 000 |

## Récompenses et nominations
| Année | Cérémonie                   | Catégorie                     | Travail nommé               | Résultat   | Réf.  |
| ----- | --------------------------- | ----------------------------- | --------------------------- | ---------- | ----- |
| 2018  | 20e Mnet Asian Music Awards | Best Dance Performance – Solo | "Roller Coaster"            | Lauréat    |       |
| 2018  | Korea Popular Music Awards  | Best Digital Song             | "Roller Coaster"            | Nomination | [ 7 ] |
| 2018  | Korea Popular Music Awards  | Best Solo Dance Track         | "Roller Coaster"            | Lauréat    | [ 7 ] |
| 2018  | 10e Melon Music Awards      | Best Song                     | "Roller Coaster"            | Nomination |       |
| 2018  | 10e Melon Music Awards      | Best Female Dance Track       | "Roller Coaster"            | Nomination |       |
| 2018  | 3e Asia Artist Awards       | AAA favorite award            | "Roller Coaster" & "Love U" | Lauréat    | [ 8 ] |
| 2019  | 33e Golden Disc Awards      | Digital Daesang               | "Roller Coaster"            | Nomination |       |
| 2019  | 33e Golden Disc Awards      | Digital Bonsang               | "Roller Coaster"            | Lauréat    | ,     |

### Sources
- (en) Cet article est partiellement ou en totalité issu de l’article de Wikipédia en anglais intitulé « Roller Coaster (Chungha song) » (voir la liste des auteurs).